# Narodna skupština (Francuska)
Narodna skupština (francuski: Assemblée nationale) je donji dom Francuskog parlamenta u političkoj organizaciji Pete Francuske Republike.
Narodna skupština broji ukupno 577 zastupnika (francuski: députés) koji se biraju neposredno dvokružim sustavom glasovanja. Za većinu u Narodnoj skupštini tako je potrebno 289 zastupnika. Narodnom skupštinom predsjeda predsjednik koji je uglavnom iz redova stranke s najviše zastupnika, a pomažu mu dva potpredsjednika izabrana iz redova ostalih skupštinskih stranaka. Redovni mandat zastupnika u Narodnoj skupštini traje pet godina, s tim da Predsjednik Republike ima ovlast raspustiti Narodnu skupštinu i sazvati nove izbore, ali samo ako to već nije učinio u posljednjih 12 mjeseci. Takva praksa se vrlo rijetko koristi nakon referenduma 2000. godine na kojemu je predsjednički mandat skraćen sa sedam na pet godina; kako su izbori za Narodnu skupštinu dva mjeseca nakon predsjedničkih, a na njima uglavnom pobijedi ista ona stranka čiji je predsjednik član, bilo bi nelogično da predsjednik raspušta skupštinu u kojoj njegova stranka ima većinu.
Poštujući tradiciju prve, revolucionarne Narodne skupštine, stranke ljevice zauzimaju mjesta lijevo od mjesta predsjednika skupštine, dok stranke desnice zauzimaju mjesta desno od predsjednika skupštine. Sjedište Narodne skupštine je Burbonska palača u Parizu, iako se u određene svrhe koriste i druge zgrade. Narodnu skupštinu čuvaju pripadnici Francuske republikanske garde.
Glavna zadaća Narodne skupštine je rasprava o spornim ili novim zakonima čiji se zaključci nakon prihvaćanja šalju Francuskom senatu, koji ili prihvaća ili odbija prijedlog.

## Vanjske poveznice
- Službene stranice Narodne skupštine (fr.)